# Maigue
La Maigue (en Irlandais : An Mháigh) est une rivière du sud-ouest de l'Irlande et un affluent du fleuve du Shannon.

## Géographie
C'est un affluent du Shannon qui prend sa source aux environs de Milford (Comté de Cork) et s'écoule dans le Comté de Limerick, où elle se jette dans l'estuaire du Shannon à l'ouest de Limerick. Elle traverse les villes de Croom et Adare.

## Affluents
Ses principaux affluents sont la rivière Loobagh qui la rejoint à Bruree, la Morning Star River
qui s'écoule vers l'ouest et rencontre également la Maigue à Bruree, et la Camoge River dont le confluent est en amont de Croom.